# シュンエイ記念
シュンエイ記念（ - きねん）は、中央競馬で行われていた競馬の重賞競走（平地競走）である。

## 概要
1974年に読売カップ（秋）に代わるアラブ系重賞競走として、また中央競馬のアングロアラブの名馬であったシュンエイを記念して創設された。重賞競走としては1982年をもって終了したが、その後もオープン特別競走として中央競馬がアングロアラブ競走を廃止した1995年まで行われた。

## 歴代優勝馬

### 重賞時代
| 回数  | 施行日        | 優勝馬             | 性齢 | タイム   | 優勝騎手   | 管理調教師 |
| ----- | ------------- | ------------------ | ---- | -------- | ---------- | ---------- |
| 第1回 | 1974年9月22日 | コーリュウシンゲキ | 牝4  | 2分03秒7 | 武邦彦     | 小野留嘉   |
| 第2回 | 1975年9月20日 | コウケンジ         | 牡4  | 2分06秒4 | 安田隆行   | 星川薫     |
| 第3回 | 1976年9月19日 | ニューヒロシ       | 牡4  | 2分04秒1 | 武邦彦     | 藤本晋     |
| 第4回 | 1977年9月18日 | シンサカエオー     | 牡4  | 2分04秒2 | 武邦彦     | 小野留嘉   |
| 第5回 | 1978年9月17日 | ゴッドガリトー     | 牡4  | 2分06秒7 | 藤原哲朗   | 坂口正二   |
| 第6回 | 1979年9月16日 | パークボーイ       | 牡4  | 2分04秒2 | 河内洋     | 藤本晋     |
| 第7回 | 1980年9月14日 | ホクトチハル       | 牡4  | 2分05秒7 | 河内洋     | 中野隆良   |
| 第8回 | 1981年9月20日 | ライトオスカー     | 牡4  | 2分06秒4 | 佐々木昭次 | 本郷一彦   |
| 第9回 | 1982年1月31日 | アズマスカレー     | 牝4  | 1分52秒5 | 小島太     | 高木嘉夫   |

- 競馬場：第1回～第5回・第7回～第8回 阪神競馬場、第6回・第9回 中京競馬場
- 距離：第1回～第8回 芝2000m、第9回 芝1800m

- 出典：[1]

### オープン特別
| 施行日        | 優勝馬             | 性齢 | タイム   | 優勝騎手 | 管理調教師 |
| ------------- | ------------------ | ---- | -------- | -------- | ---------- |
| 1983年1月30日 | スリーキャプテン   | 牡4  | 1分52秒7 | 小屋敷昭 | 白井寿昭   |
| 1984年1月29日 | ウルフケイアイ     | 牡4  | 1分52秒2 | 千田能照 | 元石正雄   |
| 1985年2月9日  | ミトモスイセイ     | 牡4  | 1分54秒5 | 吉沢宗一 | 尾形盛次   |
| 1986年2月8日  | リリィクイーン     | 牝4  | 1分53秒0 | 増井裕   | 白井寿昭   |
| 1987年2月14日 | ジニアスランナー   | 牡4  | 1分51秒9 | 南井克巳 | 伊藤雄二   |
| 1988年2月14日 | アキヒロホマレ     | 牡4  | 1分53秒7 | 西浦勝一 | 坪憲章     |
| 1989年2月11日 | ショウブラッキー   | 牡4  | 1分55秒1 | 細川英二 | 新関力     |
| 1990年2月11日 | ハシエイト         | 牡4  | 2分10秒1 | 安田隆行 | 梶与三男   |
| 1991年2月10日 | ワカサルーチェー   | 牡4  | 2分07秒8 | 安田隆行 | 橋口弘次郎 |
| 1992年2月16日 | ネオアイク         | 牡4  | 2分06秒3 | 内山正博 | 崎山博樹   |
| 1993年2月7日  | マリンワン         | 牡4  | 2分06秒3 | 角田晃一 | 渡辺栄     |
| 1994年2月6日  | ボールドフレアー   | 牡4  | 2分06秒6 | 芹沢純一 | 中村均     |
| 1995年2月4日  | ムーンリットガール | 牝4  | 2分05秒8 | 坂本勝美 | 森秀行     |

- 出走条件：アラブ系4歳馬
- 優勝馬の馬齢は旧表記を用いる。